# Thomas Persson
Bengt Thomas Persson, född 14 februari 1947, är en svensk tidigare handbollsspelare, vänsterhänt niometersspelare. 

## Klubbkarriär
Thomas Persson startade sin handbollskarriär i IS Göta i Helsingborg och var med i laget som tog SM-guld 1966 under sin första säsong i allsvenskan. Tomas Persson gjorde sedan sin värnplikt i Kristianstad och spelade säsongen 1967-1968 för IFK Kristianstad i division 2 Södra. Återvände till Helsingborg men 1970 var han tillbaka i IFK Kristianstad som nu spelade i Elitserien. IFK Kristianstad representerade han 1970 till 1974. Under tiden i IFK spelade han 69 matcher i allsvenskan och gjorde 389 mål. 1974 lockades han till IFK Malmö som vunnit handbollsallsvenskan 1973 och satsade stort. Thomas Persson skulle ersätta Bo "Bobban" Andersson, som lämnat IFK Malmö, men 37 minuter in på första matchen drabbades han av en svår skada och äventyret i IFK Malmö tog slut där. Persson spelade sen något avslutande år i Landskronaklubben IK Wargo. 

## Landslagskarriär
Det var i denna klubb han fick sitt internationella genombrott. 1971-1972 blev han Årets handbollsspelare i Sverige. Thomas Persson spelade 68 landskamper för Sverige 1967-1974 och han är Stor Grabb sedan 1971. 1972 representerade han Sverige i OS i München. Han spelade också VM för Sverige 1974
Efter karriären arbetade Thomas Persson som brandman i Helsingborg. Han har två söner, Andreas Thynell som spelat handboll i elitserien för OV Helsingborg och Ystad IF och Mattias Thynell som spelat i OV Helsingborg, HK Malmö och IK Sävehof och han är nu professionell sedan 2015 i danska klubben SönderjyskE.

## Meriter
- SM-guld med IS Göta 1966